# Elias Jelert
Elias Jelert (Virum, 2003. június 12. –) dán válogatott labdarúgó, a török Galatasaray hátvéde.

## Pályafutása

### Klubcsapatokban
Jelert a dániai Virum községben született. Az ifjúsági pályafutását a helyi Virum-Sorgenfri csapatában kezdte, majd a København akadémiájánál folytatta.
2021-ben mutatkozott be a København első osztályban szereplő felnőtt keretében. Először a 2021. október 17-ei, SønderjyskE ellen 1–1-es döntetlennel zárult mérkőzés 79. percében, William Bøving cseréjeként lépett pályára. Első gólját 2023. március 12-én, a Horsens ellen idegenben 4–1-re megnyert találkozón szerezte meg.
2024. július 24-én a török Galatasaray szerződtette.

### A válogatottban
Jelert az U19-es és az U21-es korosztályú válogatottakban is képviselte Dániát.
2023-ban debütált a felnőtt válogatottban. Először a 2023. október 17-ei, San Marino ellen 2–1-re megnyert EB-selejtezőn lépett pályára.

## Statisztikák
2024. augusztus 16. szerint
| Klub        | Szezon   | Osztály          | Bajnokság | Bajnokság | Kupa  | Kupa | Nemzetközi | Nemzetközi | Összesen | Összesen |
| Klub        | Szezon   | Osztály          | Meccs     | Gól       | Meccs | Gól  | Meccs      | Gól        | Meccs    | Gól      |
| ----------- | -------- | ---------------- | --------- | --------- | ----- | ---- | ---------- | ---------- | -------- | -------- |
| København   | 2021–22  | Danish Superliga | 11        | 0         | 0     | 0    | 4          | 0          | 15       | 0        |
| København   | 2022–23  | Danish Superliga | 26        | 1         | 7     | 0    | 4          | 0          | 37       | 1        |
| København   | 2023–24  | Danish Superliga | 29        | 0         | 3     | 0    | 13         | 0          | 45       | 0        |
| Galatasaray | 2024–25  | Süper Lig        | 1         | 0         | 0     | 0    | 0          | 0          | 1        | 0        |
| Összesen    | Összesen | Összesen         | 67        | 1         | 10    | 0    | 21         | 0          | 98       | 1        |

### A válogatottban
| Válogatott | Év       | Pályára lépés | Gól |
| ---------- | -------- | ------------- | --- |
| Dánia      | 2023     | 1             | 0   |
| Dánia      | 2024     | 2             | 0   |
| Összesen   | Összesen | 3             | 0   |

## Sikerei, díjai
København
- Danish Superliga
  - Bajnok (2): 2021–22, 2022–23

- Dán kupa
  - Győztes (1): 2022–23